# La soffiatrice di vetro
La soffiatrice di vetro (Die Glasbläserin) è un film televisivo diretto da Christiane Balthasar, con protagoniste Luise Heyer e Maria Ehrich.
Il film è tratto dall'omonimo romanzo di Petra Durst-Benning.

## Trama
A Lauscha, una piccola cittadina della Germania, nel 1891, le sorelle Johanna e Marie Steinmann rimangono completamente sole dopo la morte del padre. L'uomo era un maestro soffiatore di vetro, che ha trasmesso alle proprie figlie i trucchi del mestiere, nonostante l'arte vetraria in quegli anni fosse prerogativa maschile e vietata per legge alle donne. Johanna riesce ad ottenere il posto di assistente commerciale presso la vetreria di Friedhelm Strobel, mentre Marie dipinge gli oggetti in vetro dello studio di Wilhelm Heimer. Col tempo le due ragazze si ritrovano al centro di violenza, sfruttamento e umiliazioni, decidendo così di licenziarsi e di prendere il destino nelle proprie mani. Danno nuovamente vita al laboratorio del padre dove creeranno, tra i vari oggetti in vetro, le prime decorazioni per alberi di Natale.

## Ascolti
| Prima TV Italia | Telespettatori | Share | Nota  |
| --------------- | -------------- | ----- | ----- |
| 6 gennaio 2019  | 1.373.000      | 6,9%  | [ 2 ] |